# Euripus nyctelius
Espèce
Euripus nyctelius est un lépidoptère appartenant à la famille des Nymphalidae, à la sous-famille des Apaturinae et au genre Euripus.

## Dénomination
Euripus nyctelius a été nommé par Henry Doubleday en 1845.

### Noms vernaculaires
Euripus nyctelius se nomme Courtesan en anglais.

### Sous-espèces
- Euripus nyctelius nyctelius en Inde et Birmanie.
- Euripus nyctelius borneensis Distant & Pryer ;
- Euripus nyctelius clytia Felder ;  aux Philippines.
- Euripus nyctelius euploeoides C. et R. Felder, [1867] en Malaisie, à Singapour et Sumatra.
- Euripus nyctelius javanus Fruhstorfer ;
- Euripus nyctelius mastor Fruhstorfer, 1903 ; dans toute l'Indochine.
- Euripus nyctelius niasicus Fruhstorfer ;
- Euripus nyctelius nysia Semper ;
- Euripus nyctelius ophelion Fruhstorfer ;
- Euripus nyctelius orestheion Fruhstorfer ; aux Philippines.
- Euripus nyctelius palawanicus Fruhstorfer ; aux Philippines.
- Euripus nyctelius sumatrensis Fruhstorfer [1].

## Description
C'est un grand papillon de couleur marron orné de blanc sous forme de taches entre les nervures. Le mâle se fait passer pour Euploea radamanthus alors que la femelle existe sous deux formes, elle peut être semblable au mâle ou se faire passer pour la femelle d'Euploea radamanthus. Ils s'en distinguent par leurs yeux jaune doré.

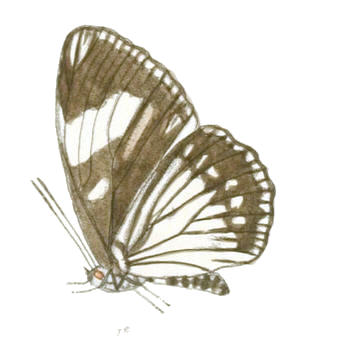
revers

### Chenille
La chenille est verte et la chrysalide vert pâle.

## Biologie

### Plantes hôtes
Les plantes hôtes sont des Urticaceae dont Trema orientalis et Trema tomentosa.

## Écologie et distribution
Il est présent en Asie du Sud-Est dans le nord-ouest de l'Inde (Sikkim et Assam) en Birmanie, Thaïlande, en Malaisie et dans les iles des Philippines, de Java, Sumatra, Bornéo et Nias.

### Biotope
Il réside dans la forêt primaire jusqu'à 500 mètres d'altitude.

## Statut
Il est déclaré en danger à Singapourbutterfly circle

## Philatélie
Ce papillon figure sur une émission du Laos de 1982 (valeur faciale : 3 k).

## Liens taxonomiques
- (en) Tree of Life Web Project : Euripus nyctelius
- (en) NCBI : Euripus nyctelius (taxons inclus)